# Alconchel de Ariza (kommunhuvudort)
Alconchel de Ariza är en kommunhuvudort i Spanien.   Den ligger i provinsen Provincia de Zaragoza och regionen Aragonien, i den centrala delen av landet, 160 km nordost om huvudstaden Madrid. Alconchel de Ariza ligger 897 meter över havet och antalet invånare är 124.
Terrängen runt Alconchel de Ariza är platt åt nordost, men åt sydväst är den kuperad. Terrängen runt Alconchel de Ariza sluttar norrut. Runt Alconchel de Ariza är det mycket glesbefolkat, med 3 invånare per kvadratkilometer. Närmaste större samhälle är Arcos de Jalón, 12,8 km väster om Alconchel de Ariza. Omgivningarna runt Alconchel de Ariza är i huvudsak ett öppet busklandskap.